# Jaew bong

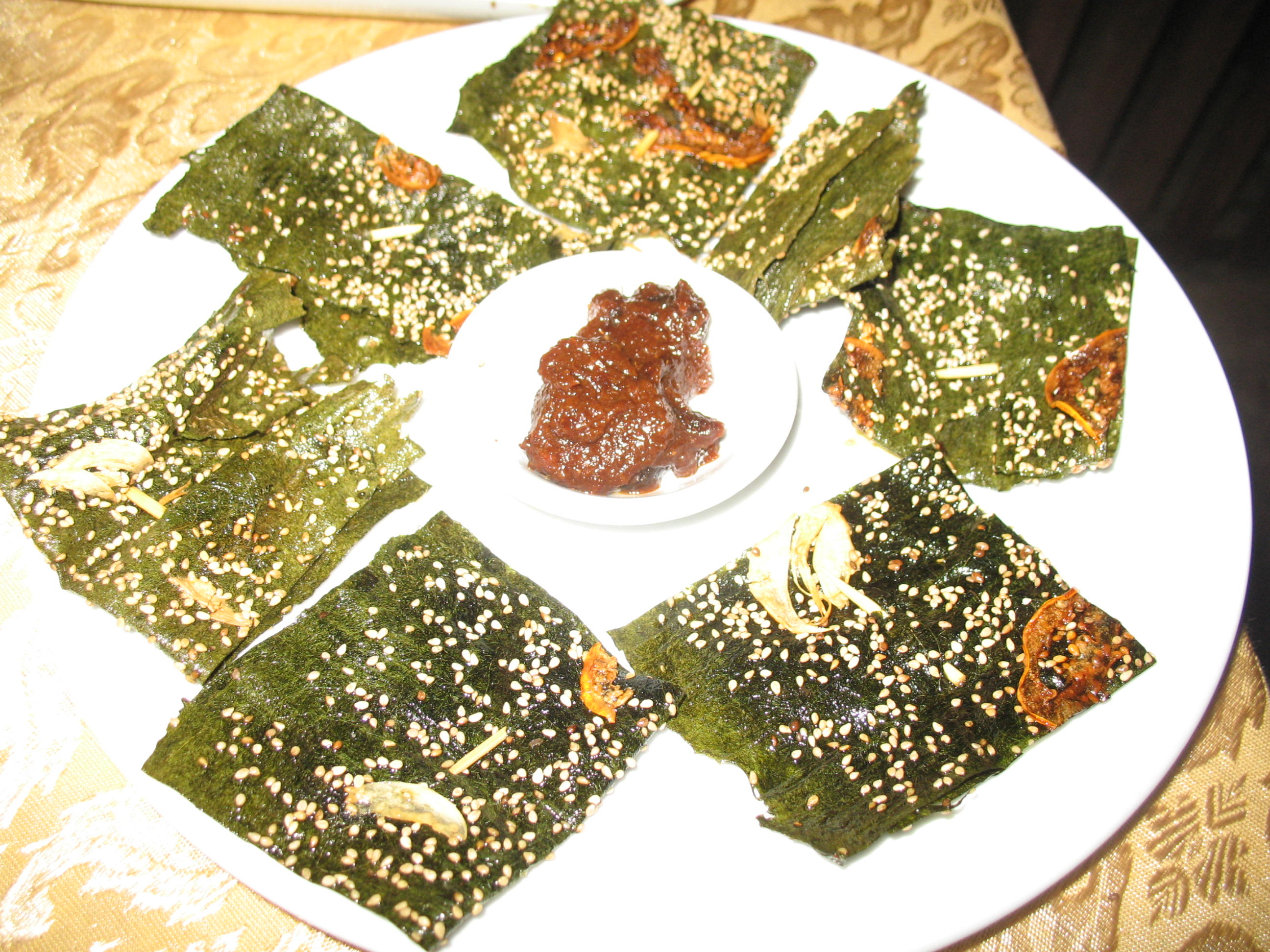
Jaew bong med kaipen, ett laotiskt tilltugg

Jaew bong (lao:[ແຈ່ວບອງ], betyder "inlagd sås") är en söt och kryddig laotisk dipsås som görs på chilipeppar, galangal och andra ingredienser. Den kommer ursprungligen från Luang Prabang. Dess utmärkande ingrediens är vattenbuffelskinn.
Den används vanligtvis genom att doppa laotiskt klibbigt ris eller en rå/förvälld grönsak i den. Den räcker länge, är svår att förstöra och kan vara antingen åt det starkare eller sötare hållet, beroende på vem som tillverkar den. Egentligen är inte såsen en inläggning, men eftersom den håller så länge utan att bli dålig, vilket tros vara anledningen till namnet. Vanligtvis är den både söt och stark. Det är förmodligen den sötaste såsen i laotiska köket.